# Eugene J. Van Scott
Eugene Joseph Van Scott (* 27. Mai 1922 in Macedon, New York) ist ein US-amerikanischer Dermatologe.
Van Scott studierte an der University of Chicago mit dem Bachelor-Abschluss 1945 und dem M.D. 1948. Seinen Arzt im Praktikum (Internship) absolvierte er am Millard Fillmore Hospital in Buffalo (New York) und seine Facharztausbildung (Residency) in Dermatologie 1949 bis 1952 an der University of Chicago und war danach an der University of Pennsylvania. 1953 bis 1968 leitete er die Dermatologie am  National Cancer Institute (NCI) in Bethesda (Maryland). Ab 1968 war er Professor an der Temple University, an der er 1989 emeritiert wurde. Außerdem war er 1968 bis 1989 stellvertretender Direktor des Skin and Cancer Hospital in Philadelphia.
Neben Hautkrebs und Neoplasie befasste er sich mit Biologie und Physiologie des Wachstums von Hautzellen und Pathogenese von Psoriasis.
1988 gründete er die Firma Neostrata Company.
1972 erhielt er den Lasker~DeBakey Clinical Medical Research Award für herausragende Beiträge zur Chemotherapie von Mycosis fungoides mit Mechlorethamin. Er erreichte bei der Hälfte von 75 behandelten Patienten einer Studie Regression mit der Aussicht auf vollständige Heilung, falls die Behandlung früh genug einsetzte (bevor die Lymphknoten betroffen sind). Außerdem erhielt er 1980 den Lila Gruber Cancer Research Award der American Academy of Dermatology (die ihn 1998 zum Master of Dermatology ernannten) und 1975 den Stephen Rothman Award (Soc. Investig. Dermatology). Die American Academy of Dermatology (AAD) vergibt den nach ihm benannten und mit 20.000 Dollar dotierten Eugene J. Van Scott Award for Innovative Therapy of the Skin.